# Frizon
Frizon település Franciaországban, Vosges megyében. Lakosainak száma 484 fő (2022. január 1.). Frizon Igney, Mazeley, Nomexy, Regney, Saint-Vallier, Vincey, Bettegney-Saint-Brice, Bouxières-aux-Bois és Thaon-les-Vosges községekkel határos.

## Népesség
A település népességének változása:
| Lakosok száma | 496  | 505  | 518  | 515  | 520  | 521  | 509  | 496  | 484  |
|               | 2013 | 2015 | 2016 | 2017 | 2018 | 2019 | 2020 | 2021 | 2022 |